# Bethmale
Bethmale település Franciaországban, Ariège megyében. Lakosainak száma 100 fő (2022. január 1.). Bethmale Alos, Arrien-en-Bethmale, Bordes-Uchentein, Moulis, Seix és Sentenac-d’Oust községekkel határos.

## Népesség
A település népességének változása:
| Lakosok száma | 187  | 96   | 96   | 93   | 98   | 96   | 95   | 93   | 92   | 100  |
|               | 1968 | 1982 | 1990 | 2006 | 2013 | 2015 | 2017 | 2019 | 2020 | 2022 |